# Andrej Hebar
Andrej Hebar (* 7. September 1984 in Ljubljana) ist ein slowenischer Eishockeyspieler, der seit 2019 beim HDD Jesenice in der Alps Hockey League unter Vertrag steht.

## Karriere
Hebar begann seine Ausbildung in Slowenien, wechselte jedoch bereits früh nach Schweden, wo er zwei Jahre in den Nachwuchsmannschaften des Västra Frölunda HC verbrachte, ehe er im Jahr 2002 nach Tschechien kam. Dort spielte er bei mehreren Teams in unterschiedlichen Leistungsstufen – unter anderem für den HC Havířov und den HC Oceláři Třinec in der Extraliga und erneut Havířov sowie den HC Slezan Opava und den HC Olomouc in der 1. Liga – konnte sich jedoch auf lange Zeit nicht auf europäischem Spitzenniveau durchsetzen und kehrte daher 2006 endgültig nach Slowenien zurück. Zuvor hatte er bereits während seiner Zeit in Tschechien immer wieder für den HDD Olimpija Ljubljana und dessen Stadtnachbarn HK Slavija Ljubljana in der Slowenischen Eishockeyliga gespielt und wurde in der Saison 2002/03 erstmals mit Olimpija Ljubljana Slowenischer Meister.
Nach seiner endgültigen Rückkehr nach Slowenien 2006 lief er zunächst für seinen Heimatverein HDD Olimpija Ljubljana auf, mit dem er in der Saison 2006/07 erneut Meister wurde, ehe er einen Vertrag beim Lokalrivalen HK Jesenice unterzeichnete. In den folgenden drei Jahren spielte er für den Club sowohl in der Österreichischen Eishockey-Liga als auch jeweils anschließend in den Playoffs der Slowenischen Eishockeyliga und wurde im Lauf der Zeit zu einem wichtigen Bestandteil der Mannschaft und Führungsspieler und wurde mit der Mannschaft 2008, 2009 und 2010 drei Mal in Folge Slowenischer Meister. Im Frühjahr 2010 kam es jedoch zu einem Eklat in der Mannschaft, als mehrere Spieler des Clubs nach dem Gewinn des nationalen Meistertitels gegen den Trainer handgreiflich wurden. Hebars Rolle bei diesem Zwischenfall wurde nicht näher bekannt, jedoch gehörte er zu den Spielern, die kurz darauf vom Verein entlassen wurden.
Im Sommer 2010 kehrte er zu Olimpija Ljubljana zurück. Von Januar bis März 2011 folgte ein zweimonatiges Engagement bei den Colorado Eagles aus der Central Hockey League, für die er in zehn Spielen je drei Tore und drei Vorlagen erzielte, woraufhin er sich wieder Olimpija Ljubljana anschloss. Bereits im Oktober 2011 wechselte er zu IF Troja-Ljungby aus der HockeyAllsvenskan, der zweiten schwedischen Spielklasse, für das er die Saison zu Ende spielte. Die Spielzeit 2012/13 begann er beim KHL Medveščak Zagreb, kehrte aber schon nach wenigen Spieltagen nach Ljubljana zurück, wo er – nur unterbrochen von einem kurzen Gastspiel in der Slowakei beim HKm Zvolen rund um den Saisonwechsel 2014 – bis zum Dezember 2015 spielte. Nachdem er 2015/16 beim Grenoble Métropole Hockey 38 in der französischen Ligue Magnus auf dem Eis stand, wechselte er anschließend zum Újpesti TE in die MOL Liga. Nach einem Jahr dort kehrte er zu Olimpija Ljubljana, das inzwischen in der Alps Hockey League spielte, zurück. Allerdings spielte er auch die Spielzeit 2018/19 erneut bei Újpesti in Budapest. Seit 2019 steht er bei HDD Jesenice in der Alps Hockey League unter Vertrag und gewann mit dem Klub 2021 die Slowenische Meisterschaft.

### International
Für Slowenien nahm Hebar im Juniorenbereich an der U18-Junioren-Weltmeisterschaft der Division II 2001 und der U18-Junioren-Weltmeisterschaft der Division I 2002 sowie den U20-Junioren-Weltmeisterschaften der Division I 2002, 2003 und 2004 teil.
Im Seniorenbereich stand er im Aufgebot seines Landes bei den Weltmeisterschaften der Division I 2009, 2010, 2012, 2016, 2018 und 2019 sowie bei den Weltmeisterschaften der Top-Division 2006, 2008 und 2011. Zudem vertrat er seine Farben beim Qualifikationsturnier für die Olympischen Winterspiele 2010 in Vancouver und bei den Olympischen Winterspielen 2018 in Pyeongchang.

## Erfolge und Auszeichnungen
| - 2003 Slowenischer Meister mit HDD Olimpija Ljubljana - 2007 Slowenischer Meister mit HDD Olimpija Ljubljana - 2008 Slowenischer Meister mit dem HK Jesenice - 2009 Slowenischer Meister mit dem HK Jesenice | - 2010 Slowenischer Meister mit dem HK Jesenice - 2013 Slowenischer Meister mit dem HDD Olimpija Ljubljana - 2016 Slowenischer Pokalsieger mit HDD Olimpija Ljubljana - 2021 Slowenischer Meister mit HDD Jesenice |

### International
- 2001 Aufstieg in die Division I bei der U18-Junioren-Weltmeisterschaft der Division II
- 2010 Aufstieg in die Top-Division bei der Weltmeisterschaft der Division I, Gruppe B
- 2012 Aufstieg in die Top-Division bei der Weltmeisterschaft der Division I, Gruppe A
- 2016 Aufstieg in die Top-Division bei der Weltmeisterschaft der Division I, Gruppe A

## Karrierestatistik

### International
(Legende zur Spielerstatistik: Sp oder GP = absolvierte Spiele; T oder G = erzielte Tore; V oder A = erzielte Assists; Pkt oder Pts = erzielte Scorerpunkte; SM oder PIM = erhaltene Strafminuten; +/− = Plus/Minus-Bilanz; PP = erzielte Überzahltore; SH = erzielte Unterzahltore; GW = erzielte Siegtore; 1 Play-downs/Relegation; Kursiv: Statistik nicht vollständig)